# قائمة مناطق الجذب السياحي في دبي
هناك العديد من مناطق الجذب السياحي في دبي، نتيجة ازدهار البناء على نطاق واسع في المدينة. يريد محمد بن راشد آل مكتوم، الحاكم الحالي لدبي ورئيس وزراء دولة الإمارات العربية المتحدة، أن تصبح دبي الوجهة السياحية الأولى في العالم، حيث أنها استقبلت حوالي 14 مليون سائح من جميع أنحاء العالم في عام 2015.
في عام 2009 صنفت يورومونيتور الدولية دبي في المرتبة السابعة من بين 150 مدينة الأكثر زيارة في العالم. استضافت دبي 10 ملايين زائر في عام 2012، بزيادة قدرها 9.3% عن العام السابق. يعتمد اقتصاد دبي على العديد من أقسام "الدولة"، ومن أهمها السياحة، ففي عام 2014 سافر ما مجموعه 70،475،636 مسافر عبر مطار دبي.
بلغ عدد زوار دبي 17.15 مليون زائر في العام 2023 بزيادة قدرها 19.4% عن العام 2022 والذي بلغ عدد الزوار فيه 14.36 مليون زائر، من مختلف أنحاء العالم، وهذه الأرقام تعكس أهمية دبي كوجهة عالمية للسياحة والسفر.

## قائمة

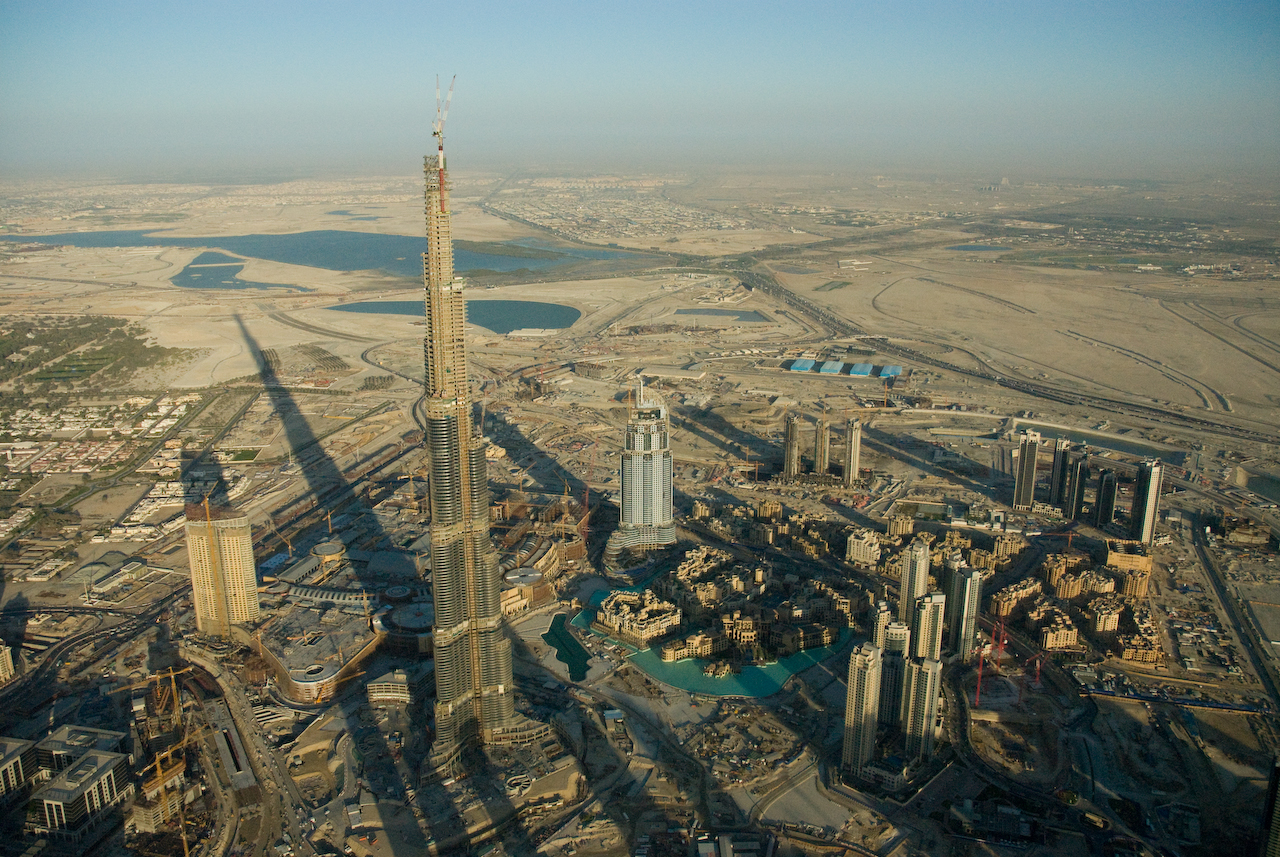

### برج خليفة
برج خليفة والمعروف باسم برج دبي قبل افتتاحه، هو ناطحة سحاب في دبي، الإمارات العربية المتحدة. ويُعد أطول هيكل صناعي في العالم، حيث يبلغ طوله 829.8 متر (2,722 قدم) .

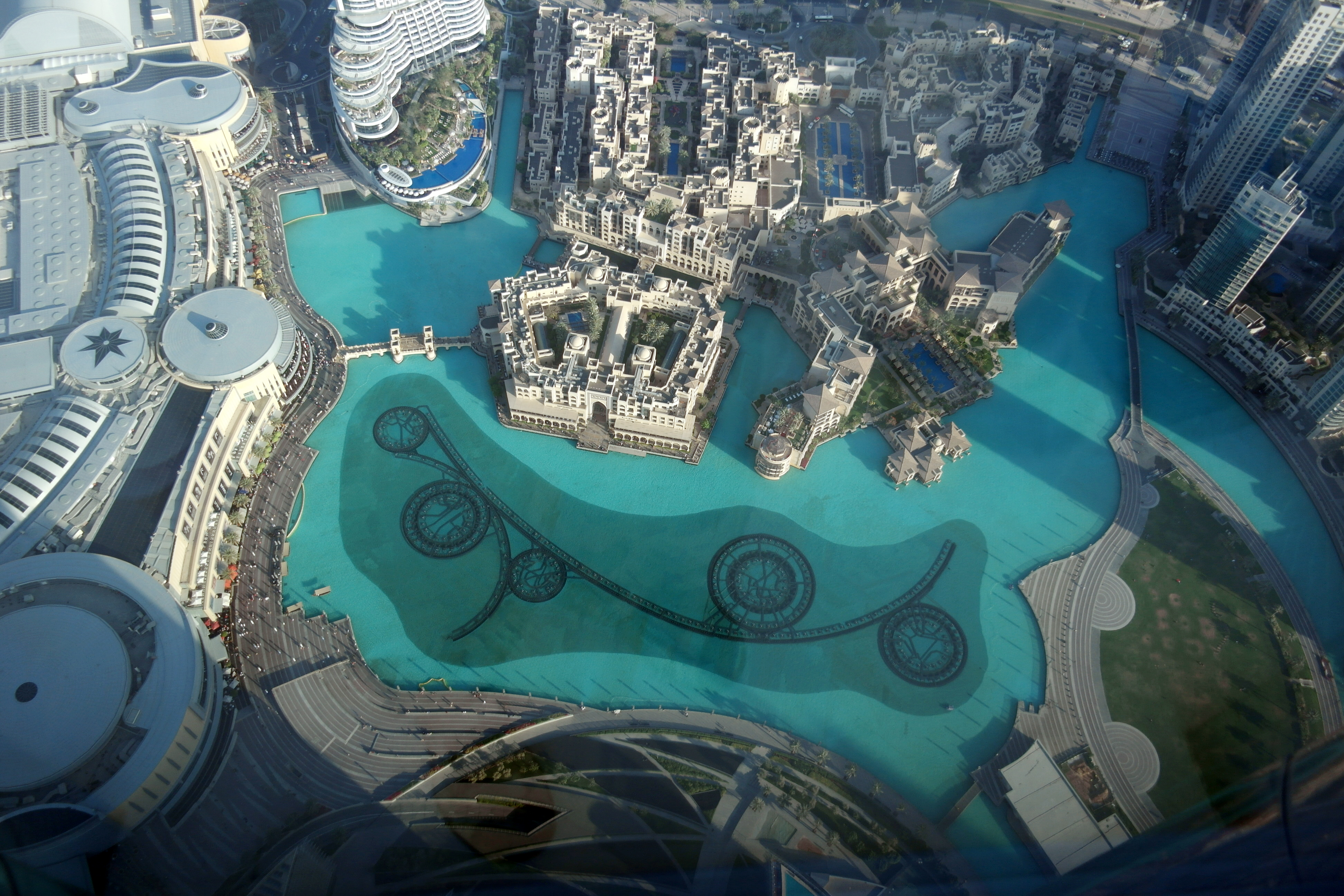
نافورة مائية راقصة في دبي

### نافورة دبي
نافورة دبي هي أكبر نظام نافورة مصممة للرقص في العالم حيث تقع على بحيرة برج خليفة الاصطناعية التي تبلغ مساحتها 30 فدانًا في وسط مدينة دبي، الإمارات العربية المتحدة. تم تصميمه من قبل شركة WET Design الأمريكية، الشركة التي تتخذ من كاليفورنيا مقراً لها.
النافورة مضاءة بـ 6600 مصباح و 25 جهاز عرض ملون. بلغت تكلفة بناء النافورة حوالي 800 مليون درهم إماراتي ( USD 218 مليون $) .

### سيتي ووك (دبي)
منطقة ترفيهية سياحية في منطقة الوصل في دبي تضم العديد من المعالم السياحية والمقاهي والمطاعم والمتاجر بالإضافة إلى المساحات الخارجية ذات التصميم المميز، تم افتتاحها في العام 2016.

### أكواريوم دبي
يعد أكواريوم دبي أحد أكبر أحواض السمك في العالم، حيث يضم العديد من الأنواع المائية. وتقوم بحفظ عدد من الأنواع المهددة بالانقراض في بيئتها الطبيعية في هذا الحوض المائي. وهي موطن لـ 140 نوعًا من الحيوانات المائية .

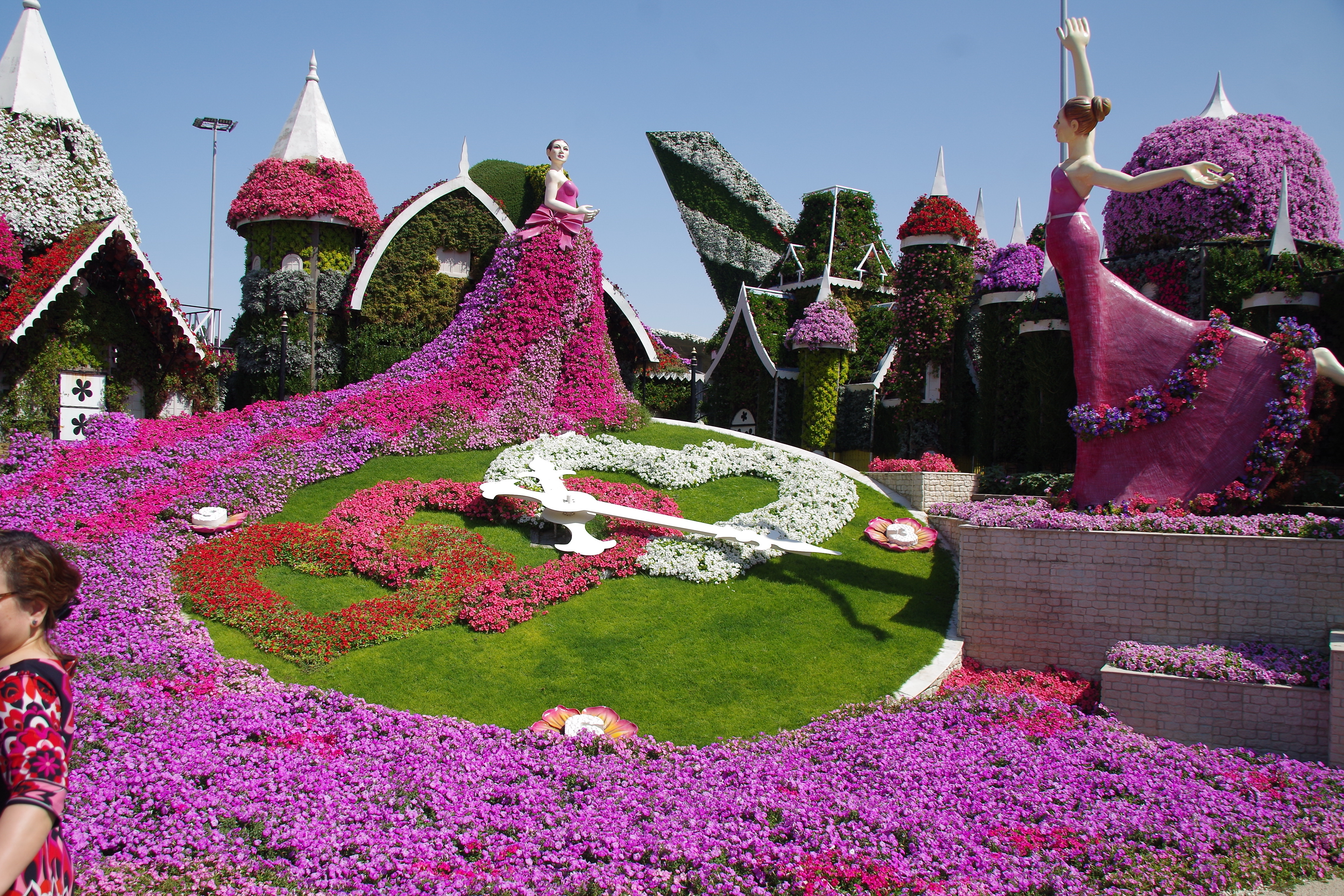
حديقة دبي المعجزة - ساعة الزهور

### حديقة دبي المعجزة
حديقة دبي المعجزة هي حديقة زهور تقع بمنطقة دبي لاند، دبي، الإمارات العربية المتحدة. تم إطلاق الحديقة في يوم عيد الحب في عام 2013 بمساحة أكثر من 72,000 متر مربع ( 780,000 قدم مربع)، مما يجعلها أكبر حديقة للزهور الطبيعية في العالم حيث يضم أكثر من 150 مليون زهرة مزروعة و120 نوع من الزهور. في أبريل 2015
، منحت الحديقة جائزة موسيل.
في عام 2015 افتتحت الحديقة في دبي حديقة الفراشات في دبي، مع أكثر من 15,000 فراشة من 26 نوعا، وتشمل عوامل الجذب الأخرى في الحديقة ساعة الأزهار، والطاووس، وحديقة الفراشات، والحديقة العطرية .

### عالم آية
هي أول حديقة افتراضية ترفيهية  في الإمارات وفي الوطن العربي، وتمتد على مساحة 4000 قدم مربعة في (وافي سيتي)،  وتتكون تجربة «آية» من 12 محطة، تمتد لمدة ساعةالى ساعة ونصف الساعة حيث تبدأ الرحلة بالدخول إلى «عالم أورورا»، يتبعه: «البحيرة»، «أوتلاند»، «دريفت»، «ذا سورس»، وتستكمل مشاهد الرحلةمع نجوم الكون والبحيرات والتلال الخضراء وشلالات منطقة «ذا فولز»، وهي جميعها تجارب تفاعلية، تشجع على التفاعل مع الموسيقى والمرايا والأضواء و الرقص مع الأفاتار والتعرف إلى شخصيات جديدة في العالم الافتراضي.

### حديقة وايلد وادي المائية

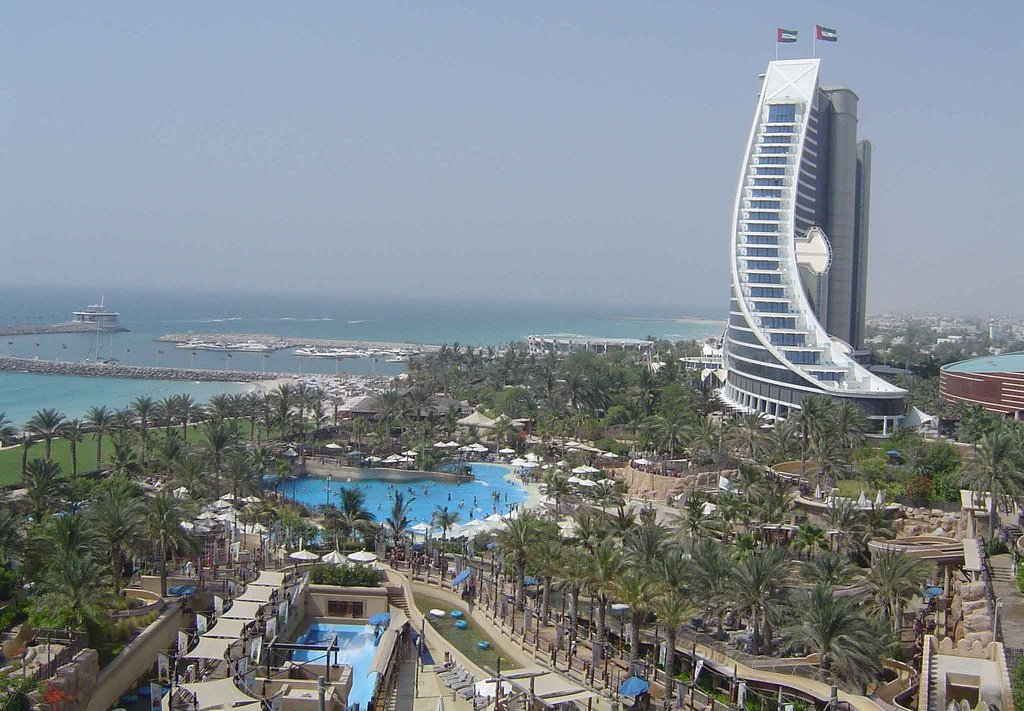
حديقة وايلد وادي المائية

حديقة وايلد وادي المائية هي حديقة مائية خارجية في دبي في منطقة جميرا، بجوار برج العرب وفندق جميرا بيتش، وتديرها شركة جميرا إنترناشونال، وهي شركة فندقية مقرها دبي. تحتوي وايلد وادي على مسبح أمواج مدفأ ومبرد، ومنزلقات مائية متعددة وآلتين لركوب الأمواج الاصطناعية. تحتوي الحديقة المائية أيضًا على متجرين للهدايا وثلاثة مطاعم ومنشقتين للوجبات الخفيفة .

### مركز دبي المالي العالمي
يُعد مركز دبي المالي العالمي منطقة مالية اتحادية حرة تقع في إمارة دبي. تأسس المركز بموجب المرسوم الاتحادي لدولة الإمارات العربية المتحدة رقم 35 لعام 2004 والقانون الاتحادي لدولة الإمارات العربية المتحدة رقم 8 لعام 2004 وقانون دبي رقم 12 لعام 2004. يشغل مركز دبي المالي العالمي مساحة فعلية تبلغ حوالي 110 فدان.
يضم مركز دبي المالي العالمي عدة مشاريع كبيرة هي: المدينة السكنية في مركز دبي التجاري العالمي، ومدينة دبي اللوجستية، والمدينة التجارية في مركز دبي التجاري العالمي، ومدينة دبي للطيران، ومطار آل مكتوم الدولي ومدينة الغولف في مركز دبي التجاري العالمي .

### برج الساعة في ديرة

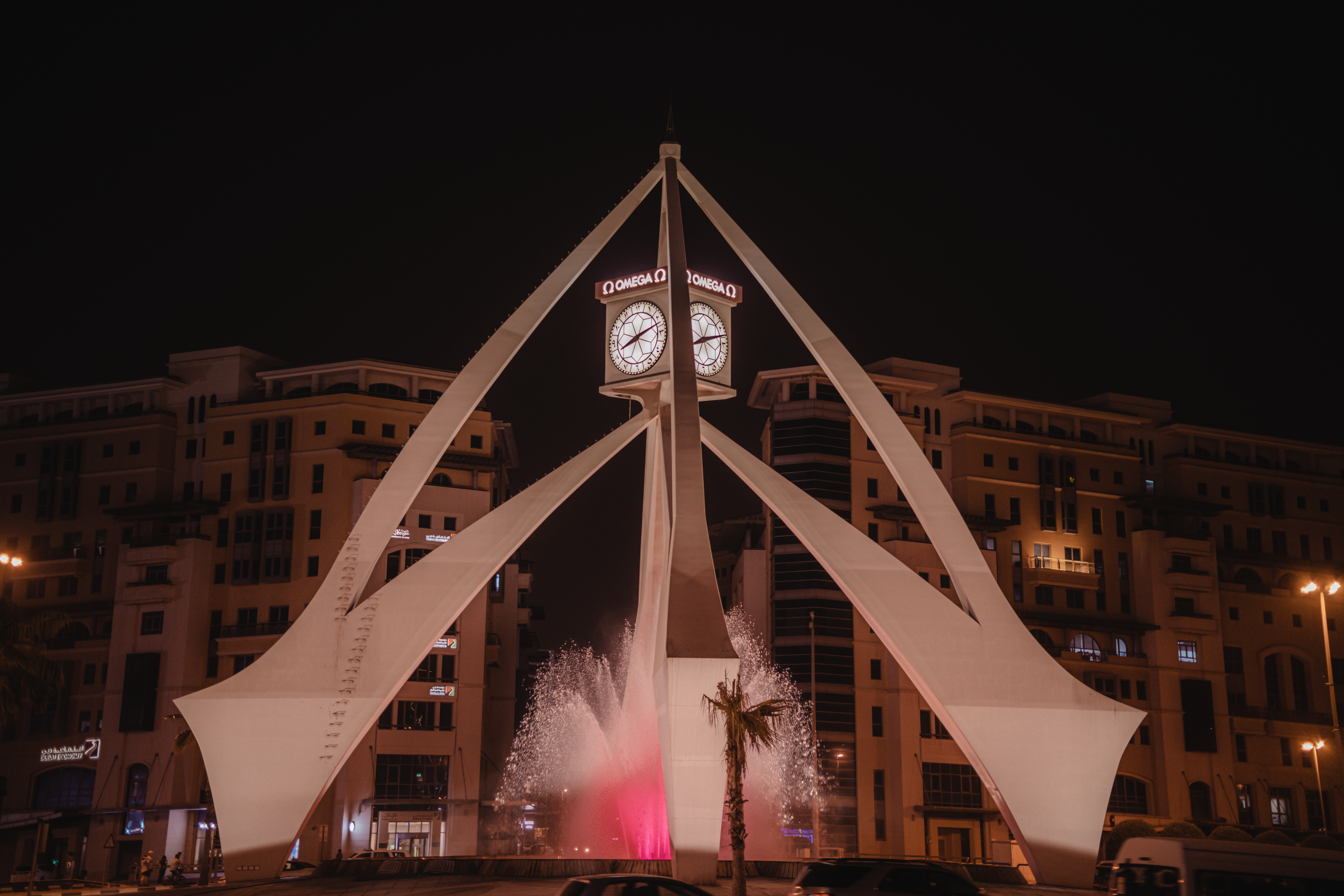
برج الساعة في ديرة

برج الساعة في ديرة، كان يشار إليه في الأصل ببرج الساعة في دبي، وهو دوار يقع في دبي. يقع برج الساعة في شرق دبي في ديرة، عند تقاطع طريق أم حرير وشارع آل مكتوم. تم إنشاء برج الساعة كرمز لدبي ويقع في ديرة لأن الطرق الرئيسية المؤدية إلى دبي كانت متقاربة قبل بناء طريق دبي - أبو ظبي. صنفت صحيفة تلغراف برج الساعة دبي ضمن أجمل 17 برجًا للساعات حول العالم .

### جزر النخيل

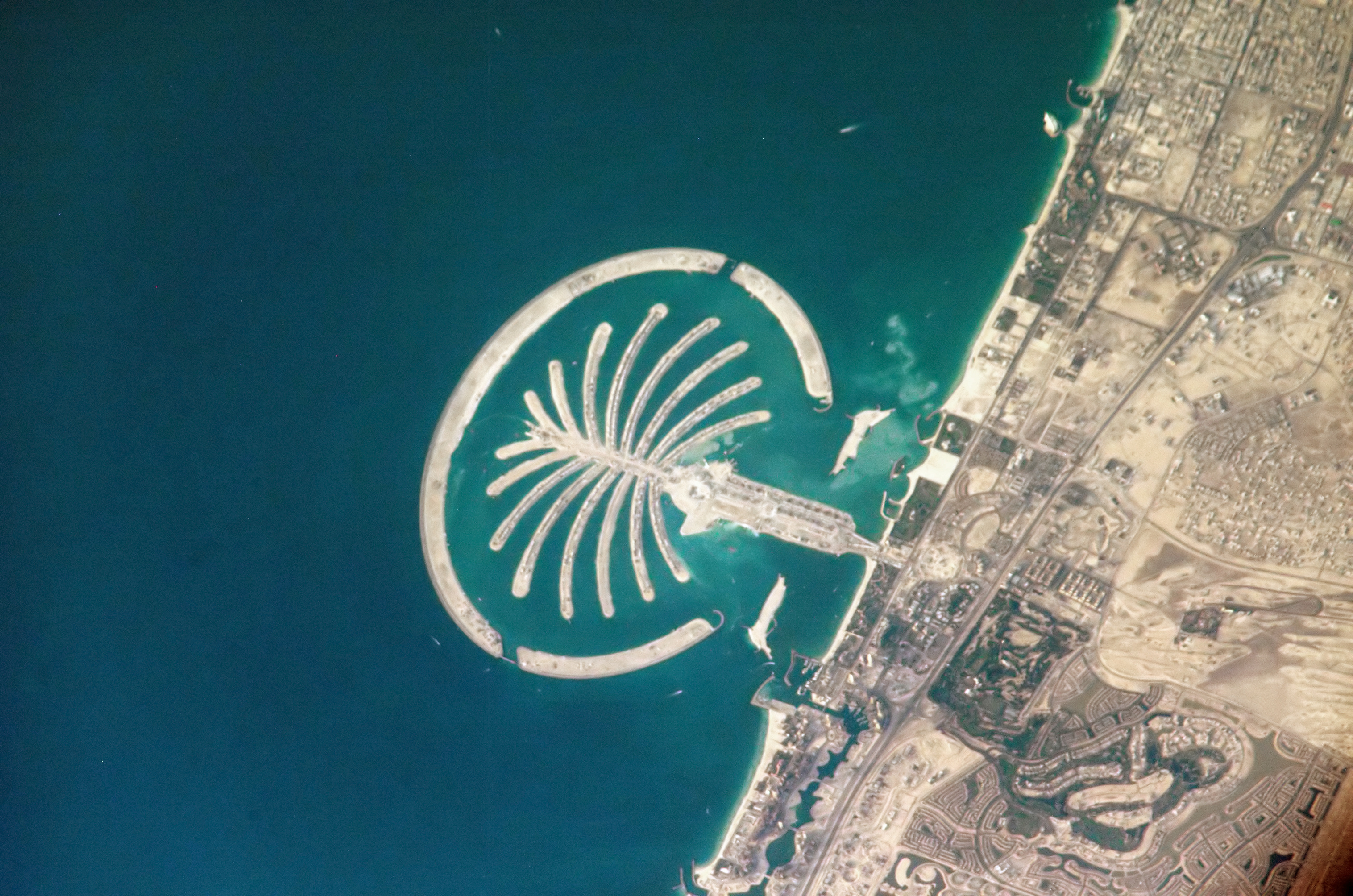
نخلة جميرا

جزر النخيل هما ثلاث جزر صناعية تُدعى نخلة الجميرة، ونخلة جبل علي ونخلة ديرة من إنشاء شركة نخيل العقارية. تضم الجزر عددًا كبيرًا من المراكز السكنية والترفيهية، وستضيف ما مجموعه 520 كيلومترًا من الشواطئ .

### سوق الذهب في دبي

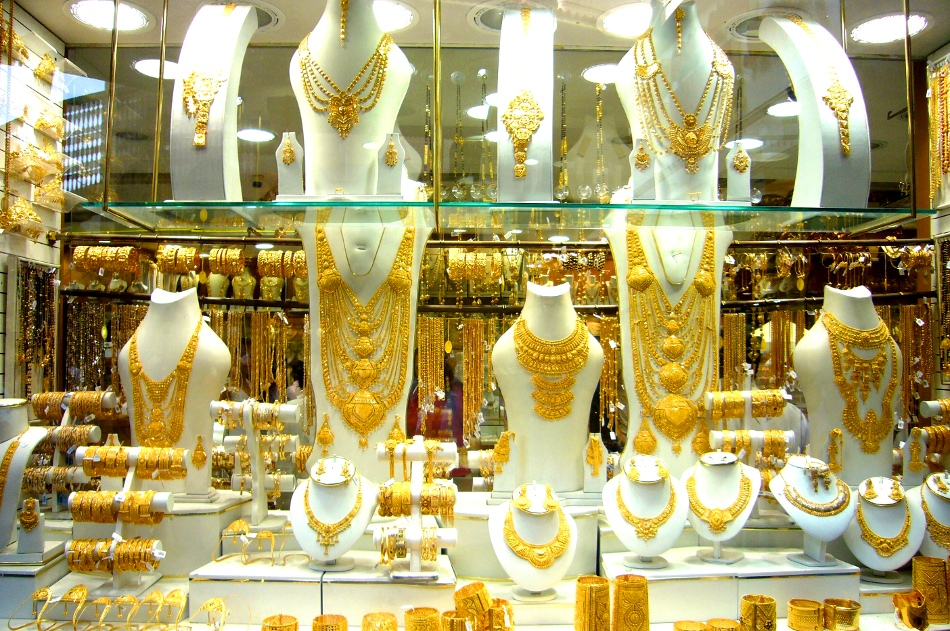
سوق الذهب - دبي

هو سوق تقليدي يقع السوق في منطقة الأعمال التجارية في دبي في ديرة، في حي الضغاية. يتألف السوق من أكثر من 380 متجر تجزئة، معظمهم من تجار المجوهرات ومعظم هذه المتاجر قديمة منذ أربعة عقود، بينما البعض الآخر جديد. المنتجات الرئيسية للسوق تتكون من الذهب والبلاتين والماس والفضة .
يحد سوق دبي للذهب من الشمال سوق دبي للأسماك والخضروات وكورنيش ديرة بالقرب من ميدان بني ياس في شارع سكة الخالي الذي يقع على مقربة من موقف حافلات ديرة. على الجانب الآخر من خور دبي يقع سوق دبي للمنسوجات .
دخل سوق الذهب في دبي موسوعة غينيس للأرقام القياسية بسبب عرض أكبر خاتم من الذهب وكان وزن الخاتم 64 كيلو جرام والخاتم كان مملوكًا لشركة إماراتية تُدعى طيبة .
تخطط بلدية دبي لجعل سوق الذهب في دبي وجهة سياحية .

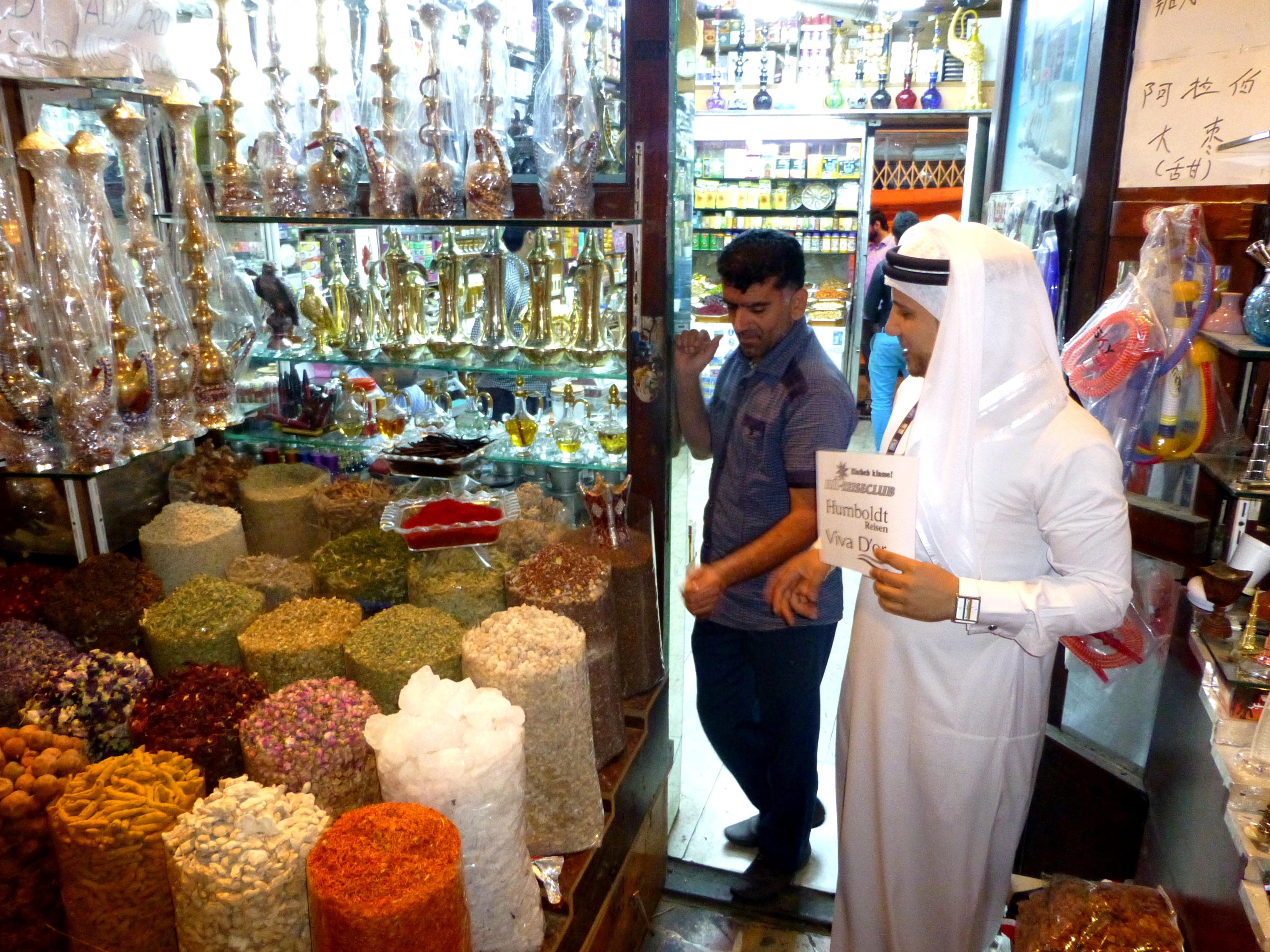
سوق التوابل

### سوق التوابل
هو سوق قديم وشهير  تم تشييده منذ 160 عاماً، ويعد من أهم الأسواق الشعبية في دبي، حيث يتم استيراد بهاراته من الهند والصين وسوريا وباكستان وإيران ويمتاز السوق بأسعاره البسيطة وهندسته المعمارية والأجواء الشعبية القديمة ويوفّر السوق مجموعة فاخرة من البهارات والتوابل والعطور والأدوية والبخور والمكسّرات الإيرانية والزيوت والنسيج والسجاد وغيرها من البضائع. 

### كايت بيتش
يعد كايت بيتش جميرا واحدًا من أفضل شواطئ دبي العامّة وأكثرها تطورًا، وتعود تسميته إلى رياضة الكايت سيرفنج، أو ركوب الأمواج بالطائرات الشراعية، و يشتهر كايت بيتش بكونه أحد الأماكن المجانية لممارسة الرياضة في دبي.وبتنوع أنشطته  بما يناسب مختلف الاهتمامات والفئات العمرية؛مثل السباحة والجري على مسار المشي وكرة الطائرة، وكرة القدم، والتنس، وركوب الدراجات الهوائية على مسار كايت بيتش دبي الممتد على طول شاطئ جميرا 

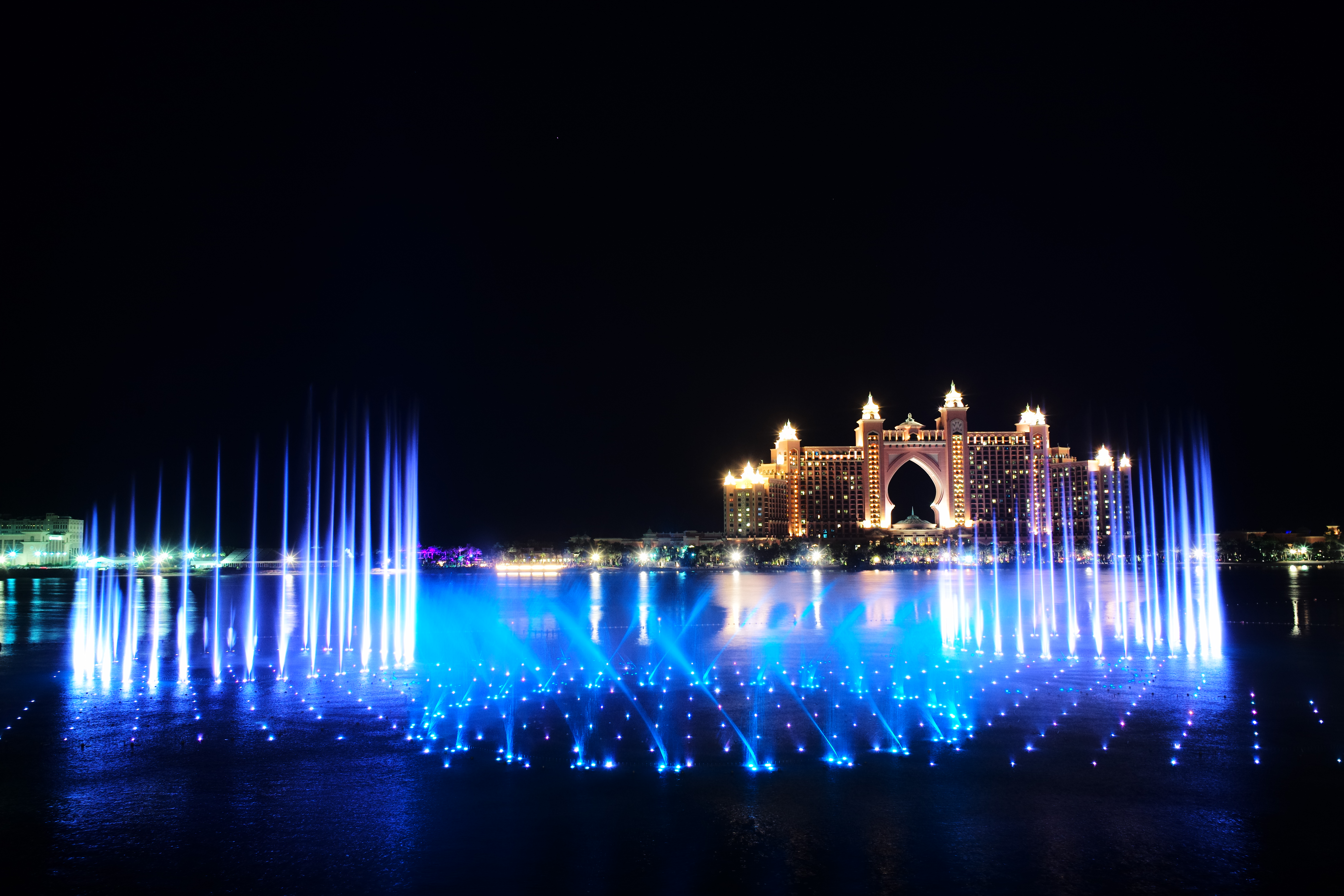
نافورة النخلة

### نافورة النخلة
دخلت نافورة النخلة موسوعة غينيس للأرقام العالمية، فقد  حصلت على رقم قياسي لتتجاوز نافورة دبي الراقصة، وتُصبح بذلك أكبر نافورة على مستوى العالم ويصل ارتفاع نافورة النخلة في جميرا عند إطلاقها إلى 105 أمتار و تبدأ النافورة بالعمل والعرض كل ساعة، ويستمر العرض لمدة 3 دقائق، حيث تنبعث الأصوات الموسيقية من النافورة التي تتمثل في عدّة أغاني عالمية مشهورة

### مكتبة محمد بن راشد
المقالة الرئيسية مكتبة الشيخ محمد بن راشد

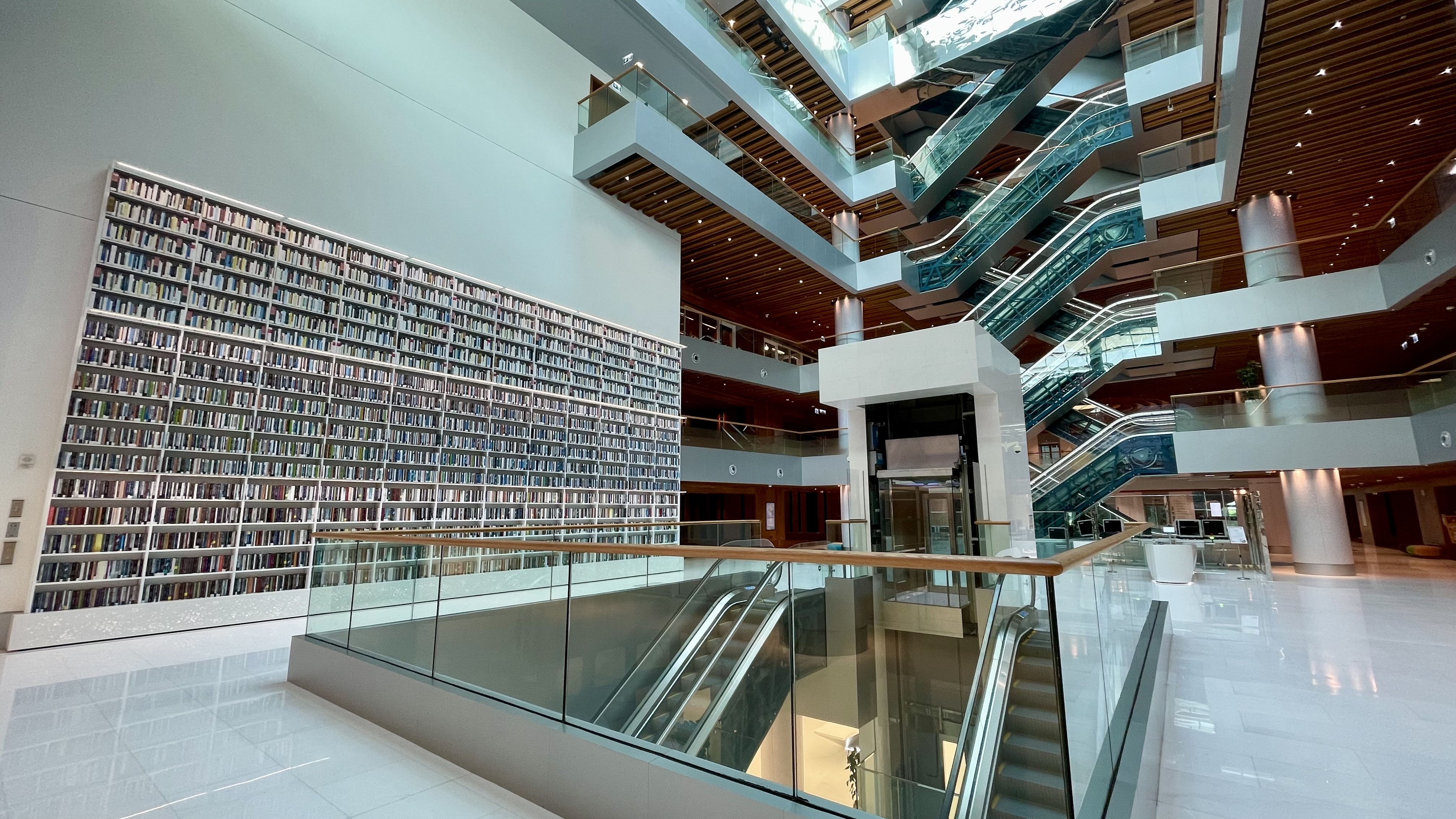
مكتبة محمد بن راشد من الداخل

تقع مكتبة محمد بن راشد في منطقة الجداف بالقرب من خور دبي، تبلغ مساحتها حوالي66000 متر مربع، تتميزالمكتبة بحجمها الضخم وقد تم تصميمها على شكل كتاب مفتوح. تحتوي المكتبة أكثر من 1.1 مليون كتاب ورقي ورقمي باللغات العربية والأجنبية، وأكثر من 6 ملايين رسالة، وحوالي73 ألف مقطوعة موسيقية، و57 ألف فيديو وأكثر من 13 ألف مقالة و5000 دورية ورقية والكترونية، ونحو 35 ألف صحيفة ورقية والكترونية، و500من المقتنيات النادرة. ونقسم المكتبة إلى عشرة أقسام رئيسية هي المكتبة العامة، مكتبة الشباب، مكتبة الطفل، مركز المعلومات، مكتبة الخرائط والأطالس، مكتبة الفنون والإعلام، مكتبة الأعمال، مكتبة الإمارات، مكتبة الدوريات، مكتبة المجموعات الخاصة .

### متحف المستقبل
المقالة الرئيسية متحف المستقبل

متحف المستقبل

يقع متحف المستقبل بالقرب من أبراج الإمارات على شارع الشيخ زايد وقد تم افتتاحة في 22 فبراير 2022. يتميز المتحف بتصميم فريد من حيث الشكل البيضوي و يعتبر من أكثر الأبنية تطوراً في العالم، حيث تم استخدام تقنيات الطباعة ثلاثية الأبعاد في عمليات الإنشاء. كما يختلف عن المتاحف التقليدية في طريقة العرض عن طريق استخدامه أحدث التقنيات المبتكرة، ويركز المتحف على مستقبل قطاعي الذكاء الاصطناعي والروبوتات وتأثيرها على حياة الإنسان في المستقبل، ويهدف إلى منح الزوار رؤية استشرافية لمسيرة العلم والتطور والإبداع والاختراع في العقود المقبلة، ويشكل أيضاً المقر الرئيسي لمبادرة( نوابغ العرب) التي تهدف إلى إيجاد 1000 موهبة عربية استثنائية في كل المجالات .

### برواز دبي

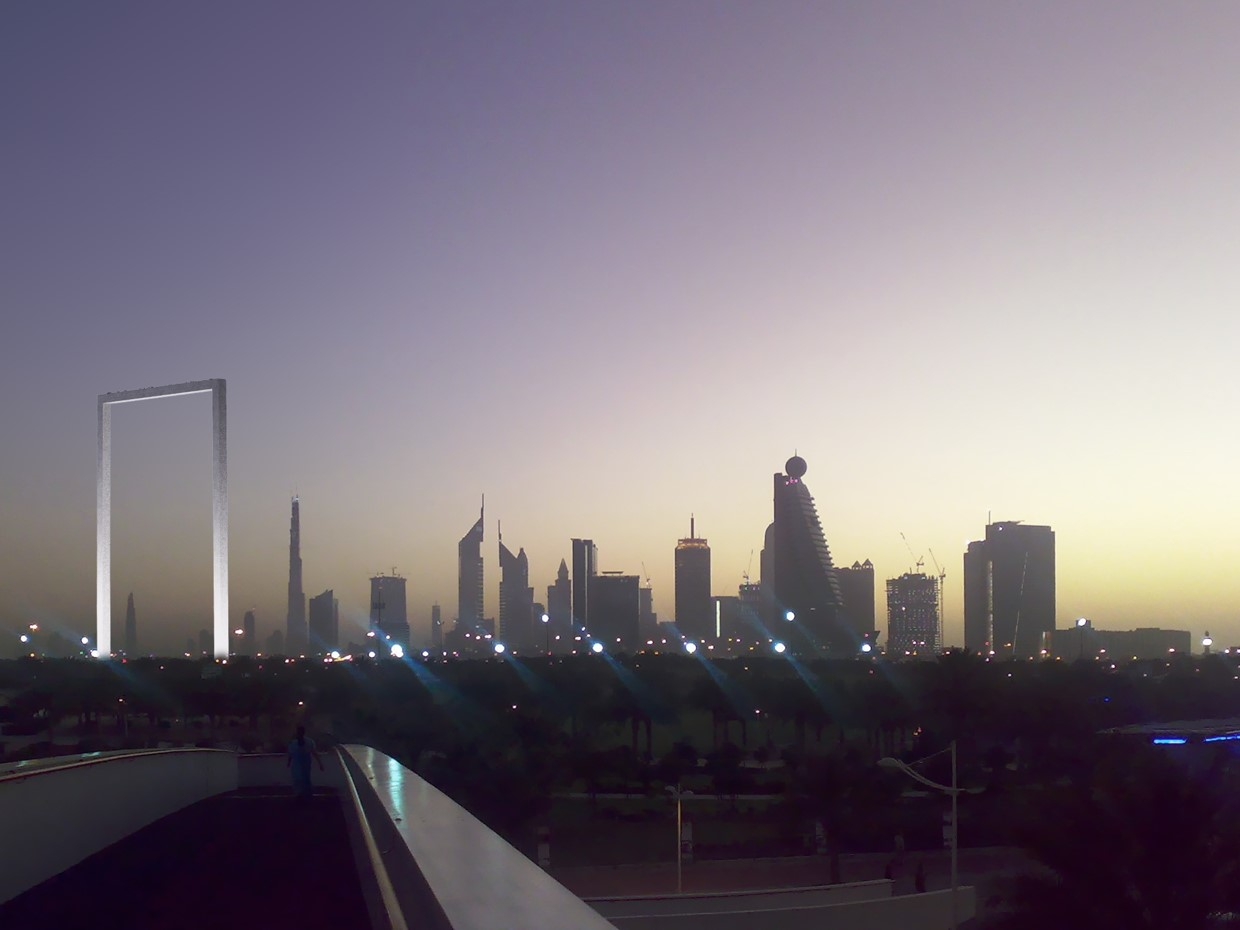
برواز دبي

يبلغ ارتفاع برواز دبي 150 متراً بعرض 95 متراً ويتكون من مجموعة من الأقسام (معرض دبي الماضي ومعرض دبي الحاضر ومعرض دبي المستقبل)  التي تسلط الضوء على ماضي مدينة دبي وحاضرها وتوقعات الخبراء حول كيفية تطورها المستقبلي، ويقع البرواز في حديقة زعبيل التي يحدها من الشمال شارع الشيخ راشد ومن الجنوب شارع الشيخ زايد.

### متحف دبي

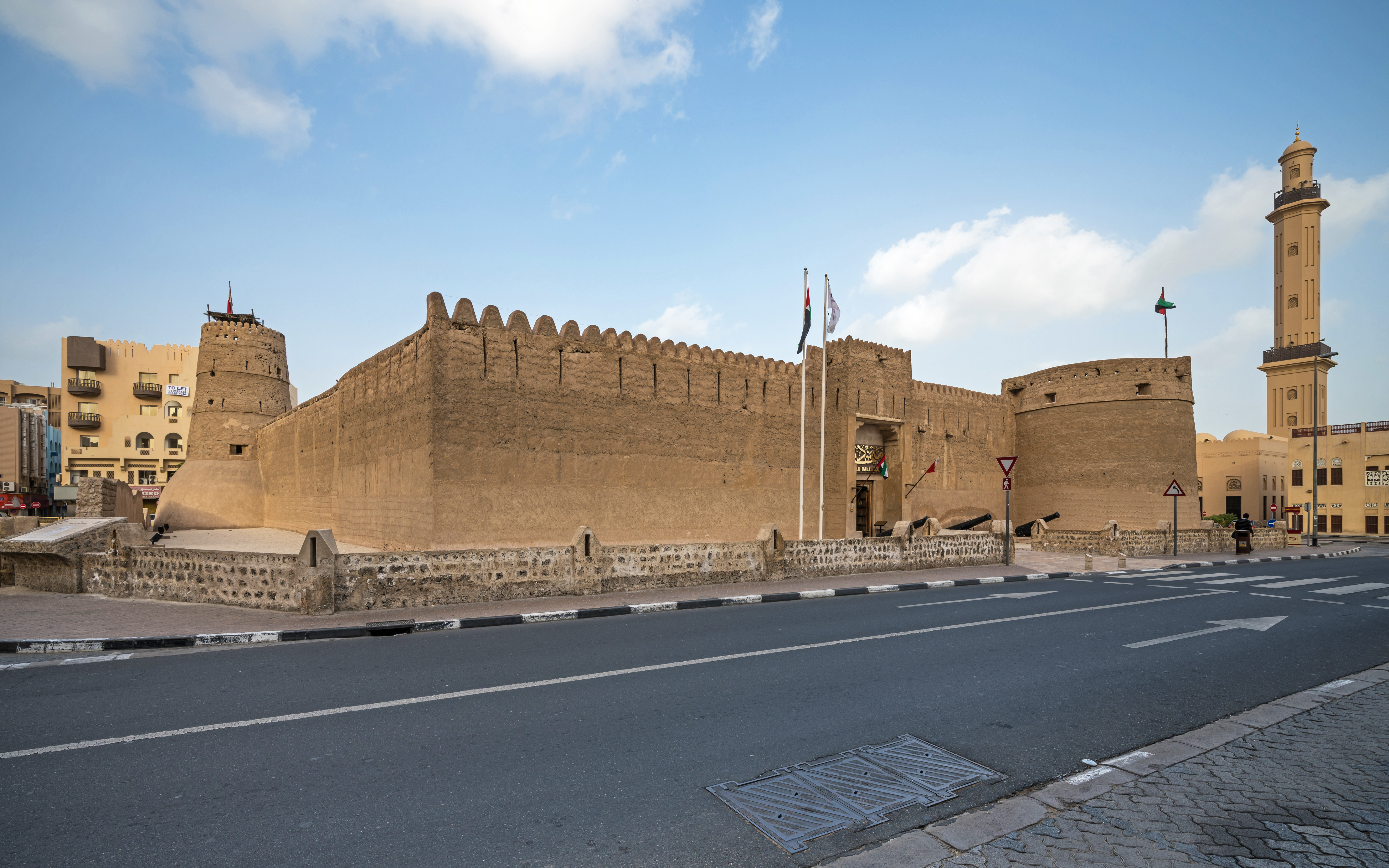
متحف دبي في حي الفهيدي

يُعد متحف دبي المتحف الرئيسي في مدينة دبي. حيث يقع في حصن الفهيدي الواقع في منطقة بر دبي، والذي بُني عام 1787. افتتح المتحف من قبل حاكم دبي في 12 مايو 1971. يحتوي المتحف على تحف وأنتيكات محلية بالإضافة إلى أشغال وأعمال يدوية من بلدان آسيوية وأفريقية مرتبطة في السابق بتجارة مع دبي. ويعرض المتحف أيضاً طريقة الحياة في دبي قبل اكتشاف النفط فيها، بالإضافة إلى الآثار المكتشفة حديثاً والتي يعود تاريخها إلى 3000 سنة ق.م .

### متحف المسكوكات
المقالة الرئيسية متحف المسكوكات (دبي)
يقع منحف المسكوكات في حي الفهيدي التاريخي، وقد تم افتتاحه في العام 2004،  ويحتوي على ثمانية غرف تعرض مجموعة كبير ومتنوعة من العملات النادرة .

### متحف القهوة
المقالة الرئيسية متحف القهوة (دبي)
يقع متحف القهوة في حي الفهيدي التارخي، ويسلط الضوء على أهمية القهوة التي تعتبر من رموز الضيافة في الثقافة العربية، ويضم العديد من المعدات التي كانت تستخدم في صناعة القهوة قديماً، مثل مطاحن البن القديمة وأواني التخمير وغيرها، كما يعرض العديد من البيانات التاريخية حول القهوة .

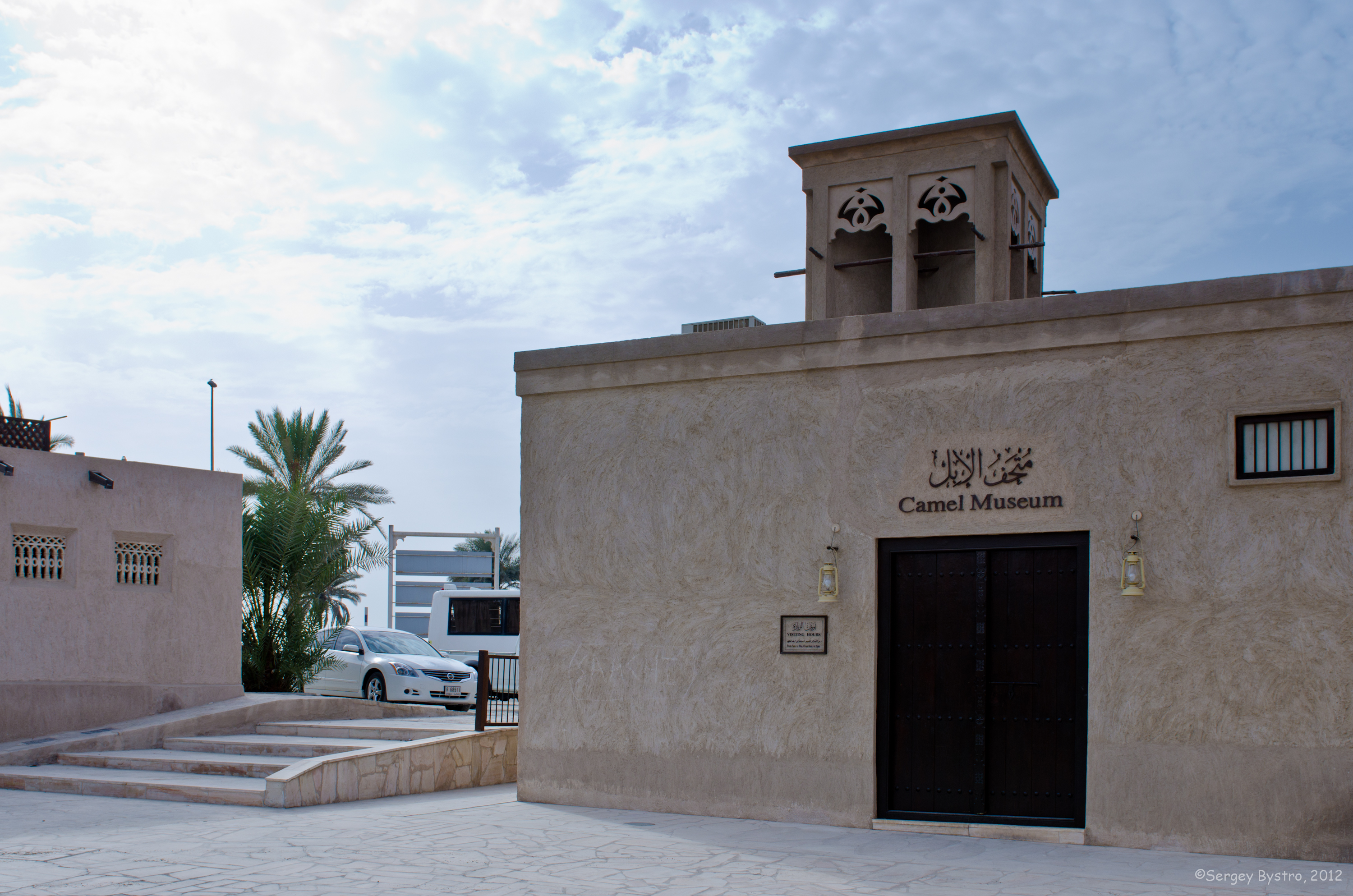
متحف الإبل

### متحف الإبل
يقع متحف الإبل في حي الشندغة التاريخي في مدينة دبي، وهو يعتبر وجهة ثقافية مخصصة لاستكشاف دور الإبل في التاريخ والتراث العربي ويهدف لتقديم رؤية معمقة عن الإبل وفوائدها وتأثيرها على الثقافة والتقاليد في المنطقة .

### خور دبي

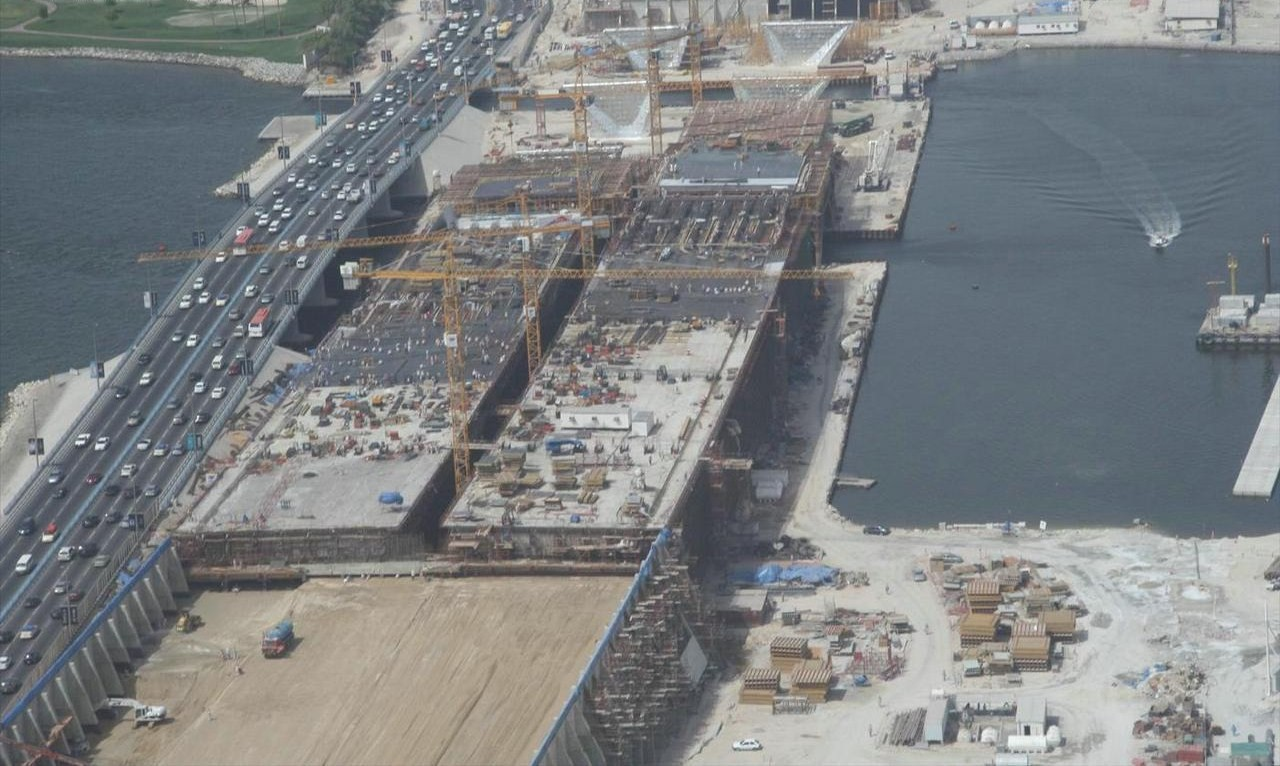
أعمال التوسعة الحديثة على جسر القرهود عام 2007

خور دبي هو لسان بحري يشبه النهر يقسم مدينة دبي إلى شقيها الأساسيين ديرة وبر دبي يبلغ طوله ما يقارب 15 كم. ويشكل ميناء طبيعيا للسفن العربية من طراز البوم والأحجام الأصغر. استندت صناعة اللؤلؤ في دبي، التي شكلت القطاع الرئيسي لاقتصاد المدينة، في المقام الأول على الرحلات الاستكشافية في الخور، قبل اختراع اللؤلؤ المزروع في الثلاثينيات .

### حي البستكية

البستكية

تُعرف المنطقة بحي الفهيدي التاريخي أو دبي القديمة. حيث يعود تاريخ بناءها إلى تسعينيات القرن التاسع عشر. كانت البلدة في بدايتها قادرة على استيعاب 60 وحدة سكنية، ومعظمها مفصولة بممرات ضيقة ومتعرجة .

### مضمار ميدان
هو مرفق لسباق الخيل، افتتح في 27 مارس 2010، ليحل محل مضمار ند الشبا لسباقات الخيل الذي كان في نفس الموقع سابقًا. يمكن للمضمار استيعاب أكثر من 60 ألف متفرج في مدرج طوله حوالي ميل واحد. يضم مضمار ميدان الذي تبلغ مساحته 7.5 مليون متر مربع، مرسى الميدان، وفندق خمس نجوم يضم 285 غرفة ومضمارين للسباق وفنادق ومطاعم ومتحف و72 جناحًا للشركات الترفيهيه .

### سكي دبي

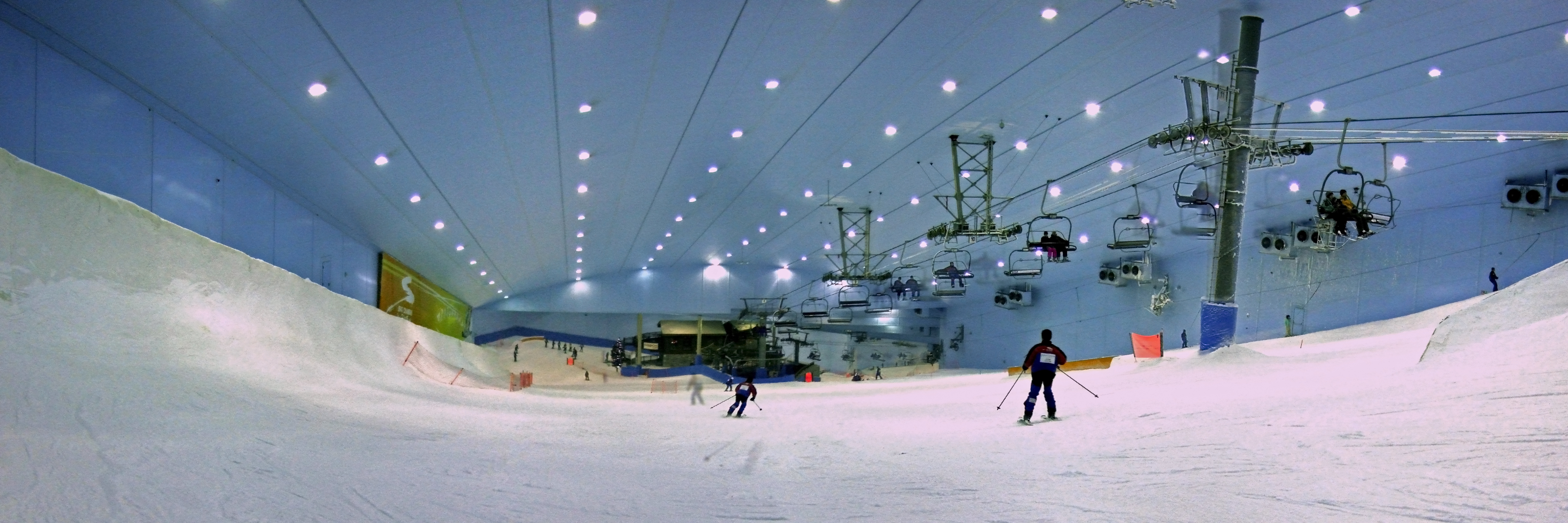
سكي دبي من الداخل

افتتح حوض التزلج الداخلي سكي دبي في نوفمبر 2005 على مساحة 22,500 متر مربع في مول الإمارات. يتميز بجبل داخلي بارتفاع 85 مترًا مع 5 منحدرات متفاوتة الانحدار والصعوبة، بما في ذلك مسار بطول 400 متر.
بجوار المنحدرات توجد منطقة لعب حديقة الثلج وتبلغ مساحتها 3,000 متر مربع تضم زلاجات ومسارات منزلقة جليدية وأبراج تسلق وكرات ثلجية عملاقة وكهف جليدي. يضم سكي دبي أيضًا عددًا من طيور البطريق التي يتم السماح لها بالخروج من حظائرها عدة مرات في اليوم .

### حديقة دبي للتماسيح

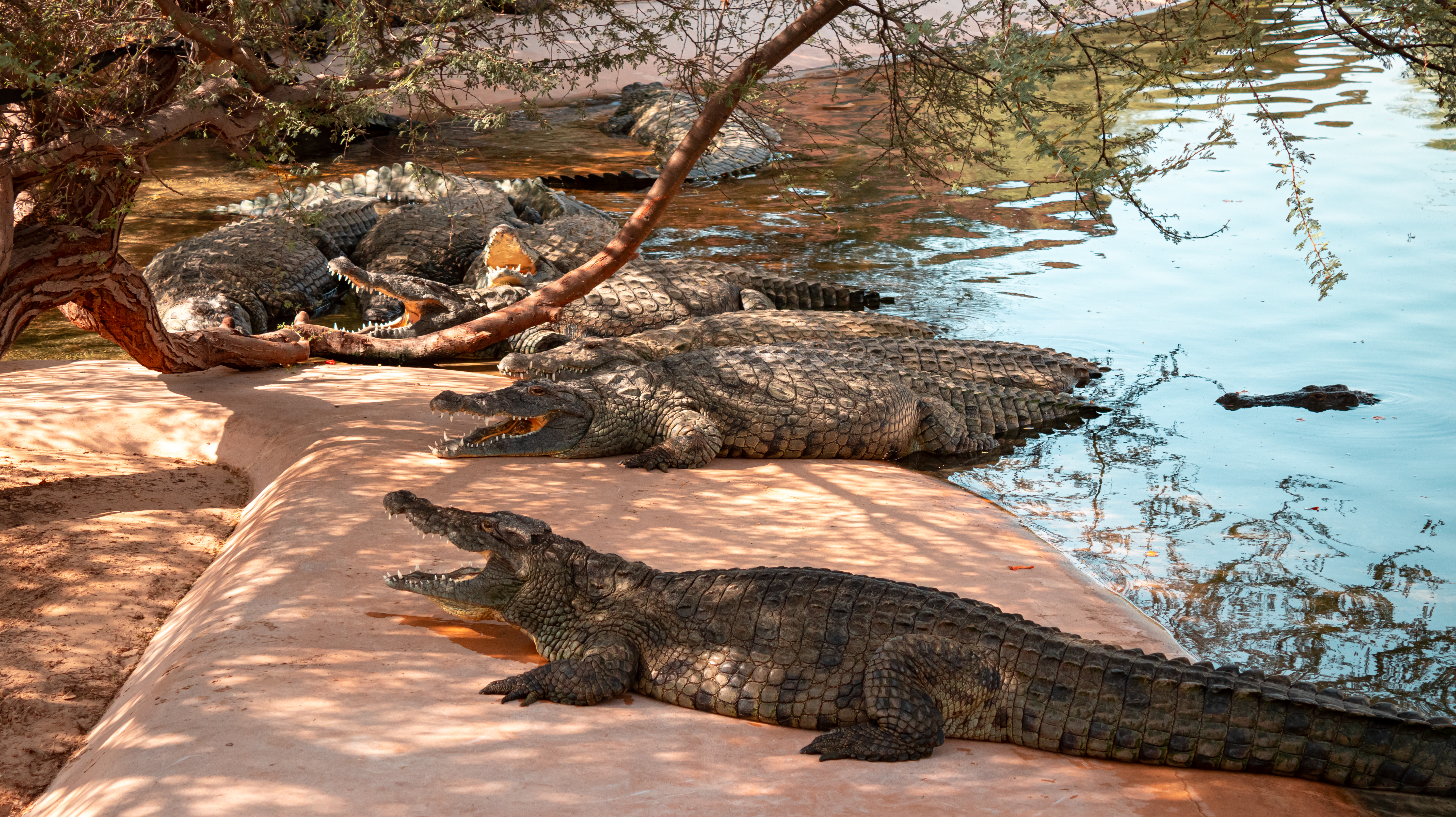
حديقة دبي للتماسيح

تقع حديقة دبي للتماسيح في منطقة مشرف في دبي وتمتد على مساحة 20 ألف متر مربع. تتميز الحديقة بتصميمها المستوحى من تصميم حدائق التماسيح في فرنسا، وهي تعتبر بمثابة محمية طبيعية للتماسيح، حيث تضم تماسيح النيل الضخمة التي يصل طولها إلى خمسة أمتارو تعتبر من أكبر فصائل التماسيح في العالم، وتوجد التماسيح في ثلاثة أحواض واسعة تشمل شلالات وضفافاً مغطاة بالرمال لتحاكي الموطن الطبيعي للتماسيح، كما يوجد في الحديقة متحف عن التماسيح يسلط الضوء على تطور التماسيح وتكيفاتها مع الطبيعة التي سمحت لها بالبقاء بعد انقراض الديناصورات، وبالإضافة لذلك يوجد في الحديقة أكواريوم يسمح للزوار بمشاهدة سلوكيات هذه الحيوانات البرمائية بشكل مباشر تحت الماء .

### مرسى دبي

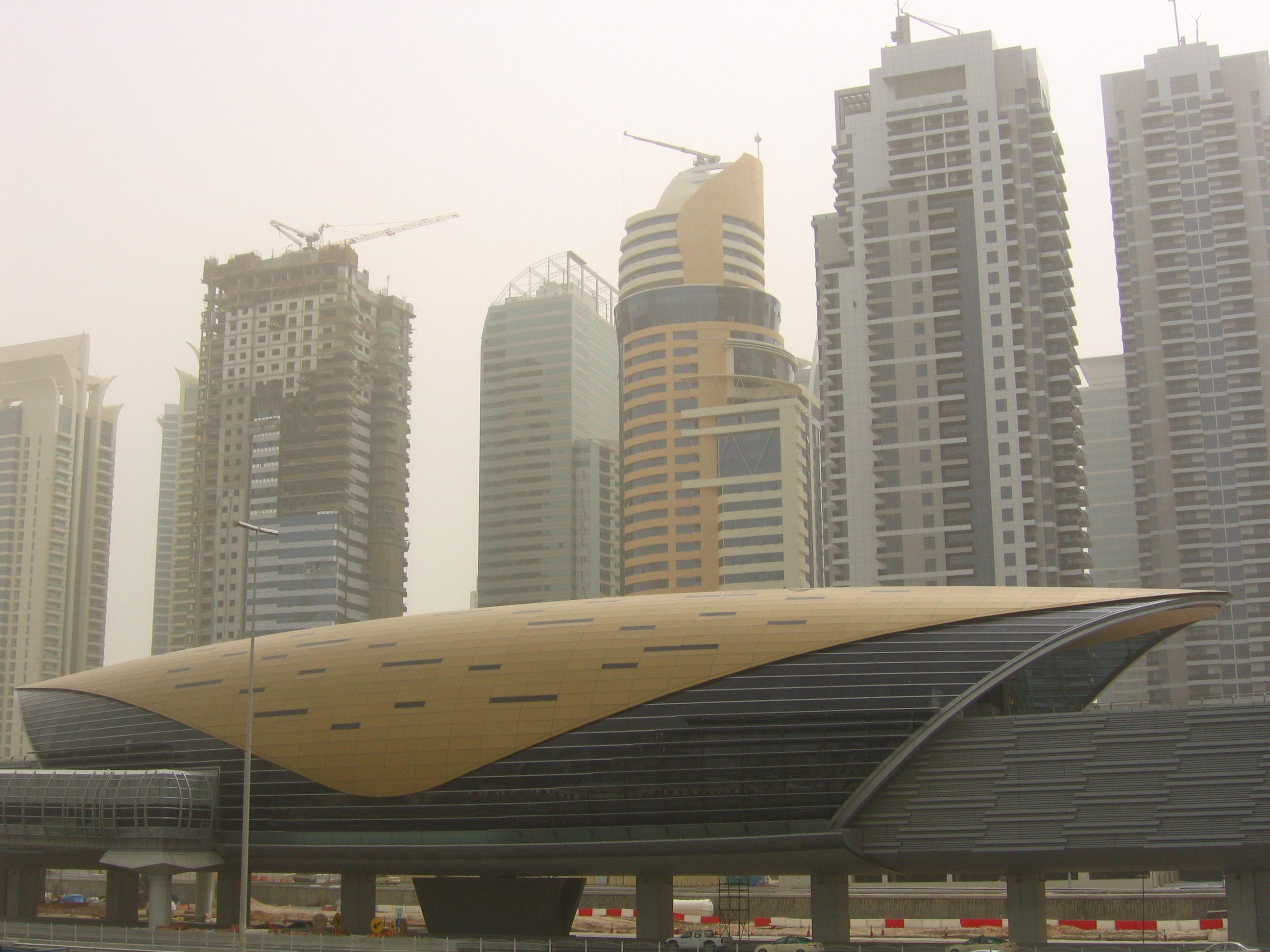
محطة مترو دبي مارينا

مرسى دبي أو دبي مارينا هي مدينة قناة صناعية، تم بناؤها على امتداد ميلين (3 كم) من ساحل الخليج العربي. [21] اعتبارا من عام 2016، بلغ عدد سكانها 45395 نسمة. تقع على التقاطع 5 بين ميناء جبل علي والمنطقة التي تستضيف مدينة دبي للإنترنت، مدينة دبي للإعلام والجامعة الأميركية في دبي .
المرحلة الأولى من هذا المشروع قد اكتملت. مرسى دبي استوحى وصُمم ليحاكي التطوير الناجح للغاية لمكان كونكورد المحيط الهادي على طول الخليج الكاذب في فانكوفر، كولومبيا البريطانية .
يبلغ طول مرسى دبي 20 مترًا فوق المياه على الواجهة البحرية .

### القرية العالمية
تٌشير مدينة دبي إلى أن القرية العالمية هي أكبر مشروع سياحي وترفيهي وترفيهي في العالم. وهي الوجهة الثقافية والترفيهية والعائلية الأولى في المنطقة. تبلغ مساحتها حوالي 17,200,000 قدم مربع (1,600,000 متر مربع)، وتقع على شارع محمد بن زايد. يزورها أكثر من 5 ملايين زائر كل عام .

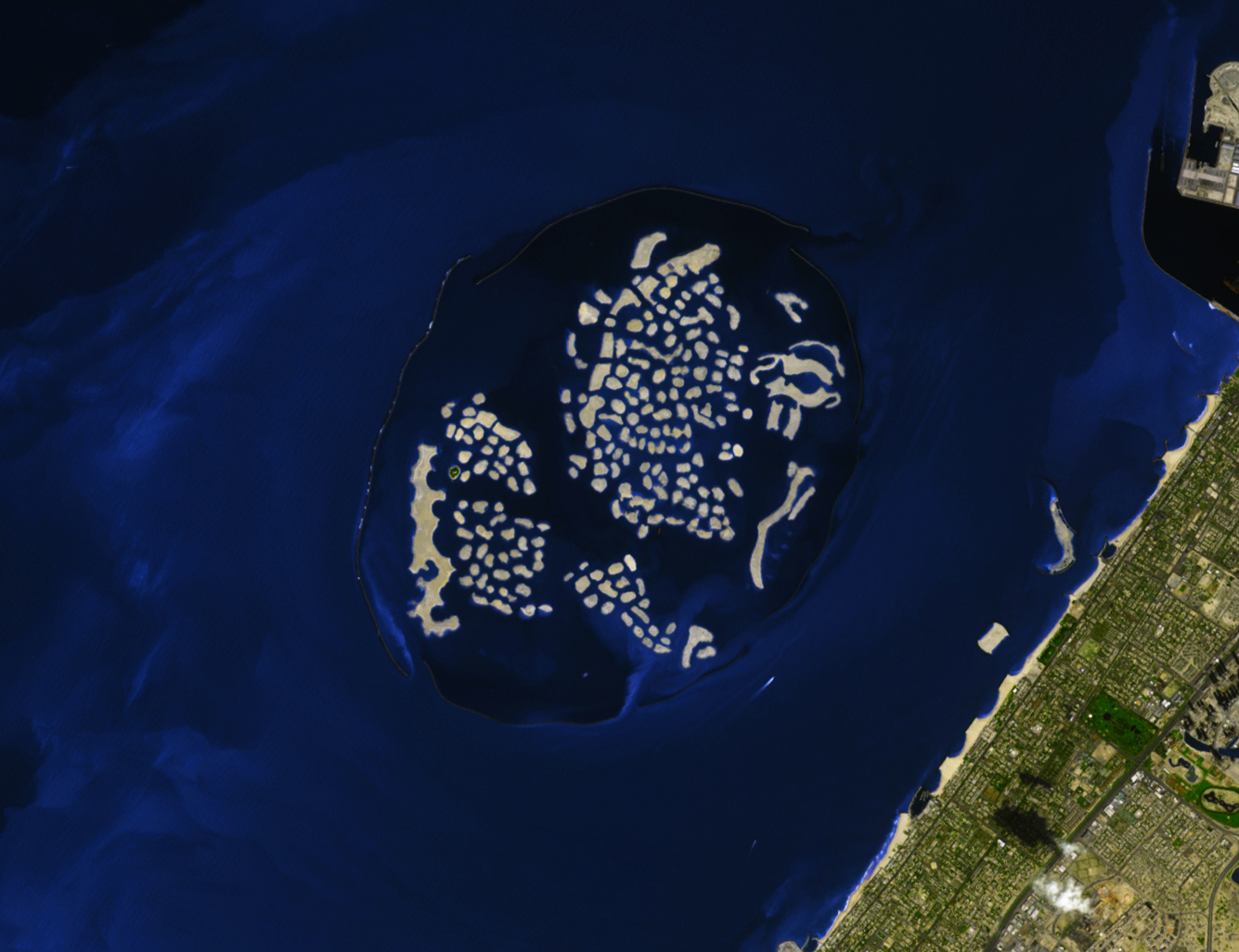
مشروع جزر العالم

### جزر العالم
هي مجموعة من الجزر الاصطناعية بُنيت على شكل قارات العالم عام 2003. تضم 300 جزيرة صناعية تغطي مساحة 9 كيلو متر طولًا و6 كيلو متر عرضًا. وتُقسم إلى أربعة أصناف وهي: بيوت خصوصية، بيوت فخمة، منتجعات الأحلام وجزر مشتركة. تتراوح مساحة كل جزيرة جزيرة بين 250 و900 ألف قدم مربع، بالإضافة إلى 50 إلى 100 متر من ماء البحر بين كل جزيرة.
يتكون الأرخبيل من سبع مجموعات من الجزر تمثل قارات أوروبا وإفريقيا وآسيا وأمريكا الشمالية وأمريكا الجنوبية والقارة القطبية الجنوبية وأوقيانوسيا. تُسمى كل جزيرة اصطناعية باسم الدولة التي تمثلها أو معلمها أو المنطقة التي تمثلها مثل فرنسا، كاليفورنيا، جبل إيفرست، أستراليا، نيو مكسيكو، أوبرنافيك، بوينس آيرس، نيويورك، المكسيك، سانت بطرسبرغ والهند .

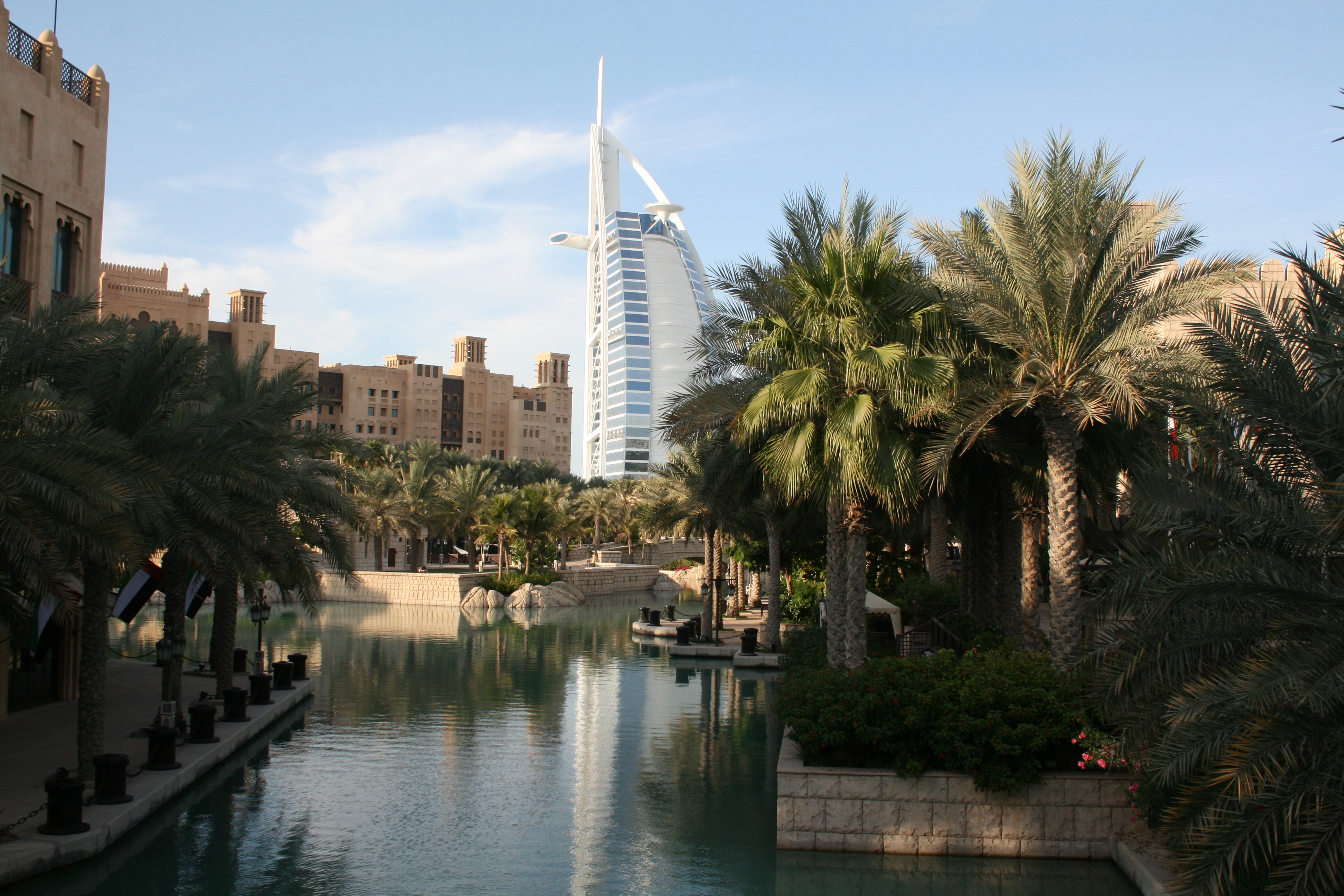
مدينة جميرا

### مدينة جميرا

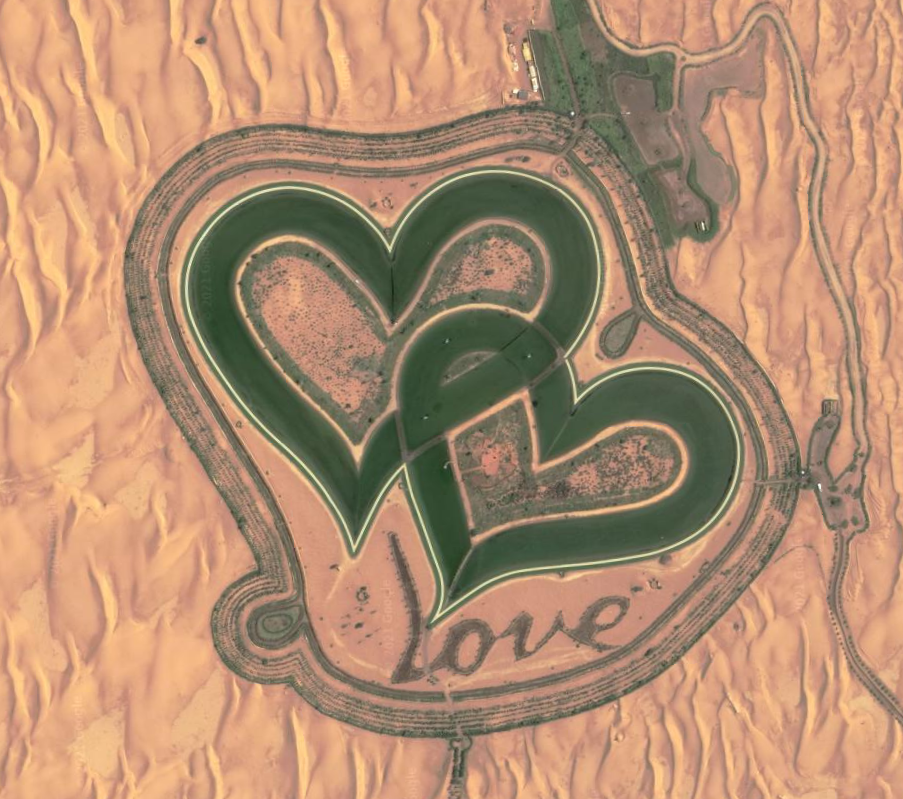
بحيرة الحب

مدينة جميرا هي منتجع سياحي فاخر من فئة الخمس نجوم، تمتد على مساحة تزيد عن 40 هكتارًا من المناظر الطبيعية والحدائق، ووهي مصممة على غرار مدينة عربية تقليدية. تضم المدينة 3 فنادق و40 مطعمًا .

### بحيرة الحب
«بحيرة الحب» هي بحيرة اصطناعية تتألف من بحيرتين متداخلتين تحتويان على مياه عذبة محفورتين على شكل قلبين مع كلمة «حب» باللغة الإنجليزية «Love» مزخرفة على طول البحيرة، وتصل مساحة البحيرة إلى 550 ألف متر مربع، وتضم 16 ألف شجرة زيتون وسدر وسمر وغاف، ونحو 800 ألف شجيرة متنوّعة، وثلاثة مماشٍ مجموع أطوالها نحو سبعة كيلومترات

### المحميات الطبيعية
تلعب المحميات الطبيعية دوراً هاماً في الحفاظ على التوازن البيئي ودعم التنمية المستدامة كما أنها تعتبر مقصداً هاماً للسياحة البيئية وتوجد في دبي العديد من المحميات الطبيعية وهي:

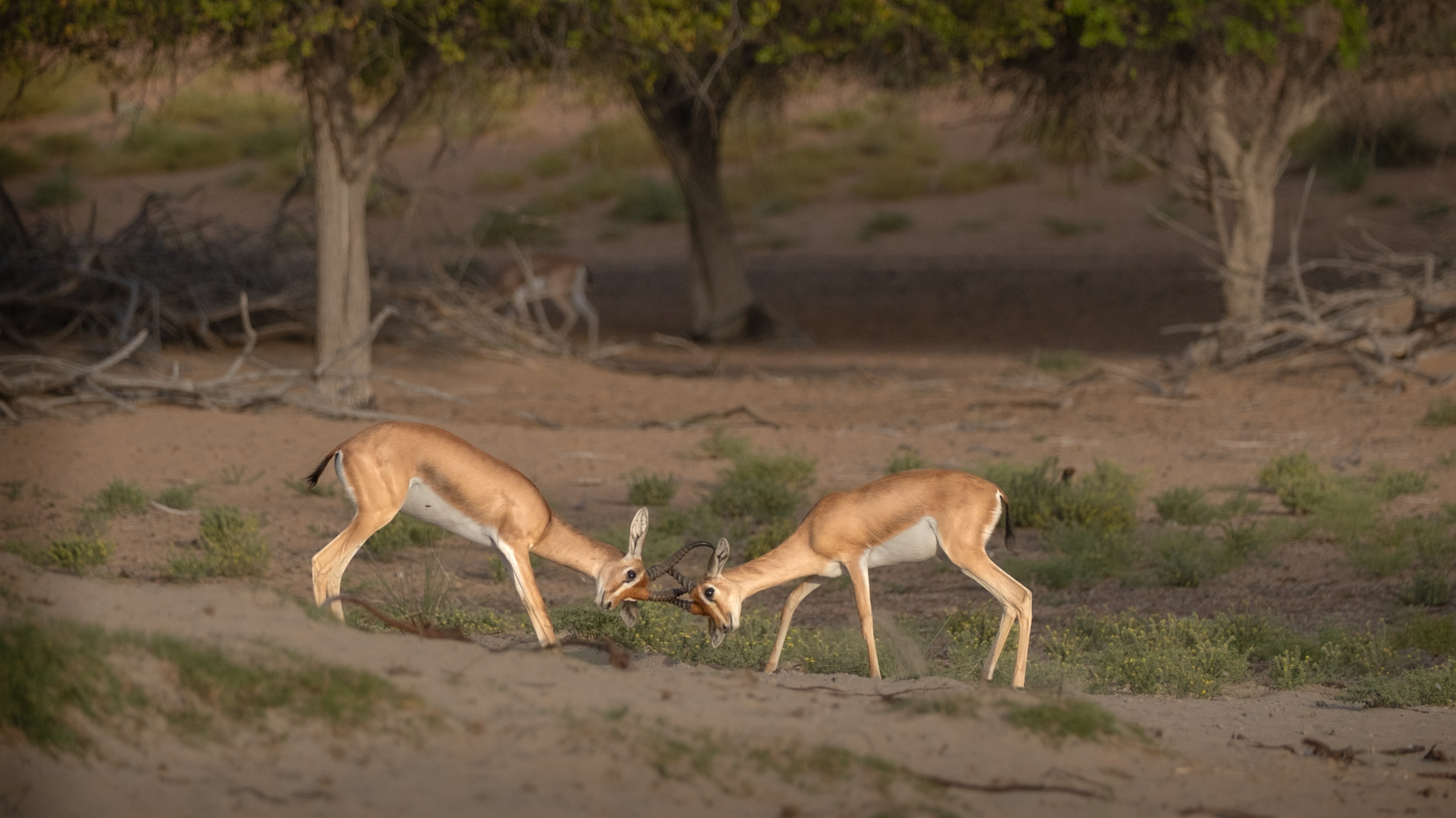
غزلان عربية في محمية دبي الصحراوية

- غزلان عربية في محمية دبي الصحراويةمحمية دبي الصحراوية

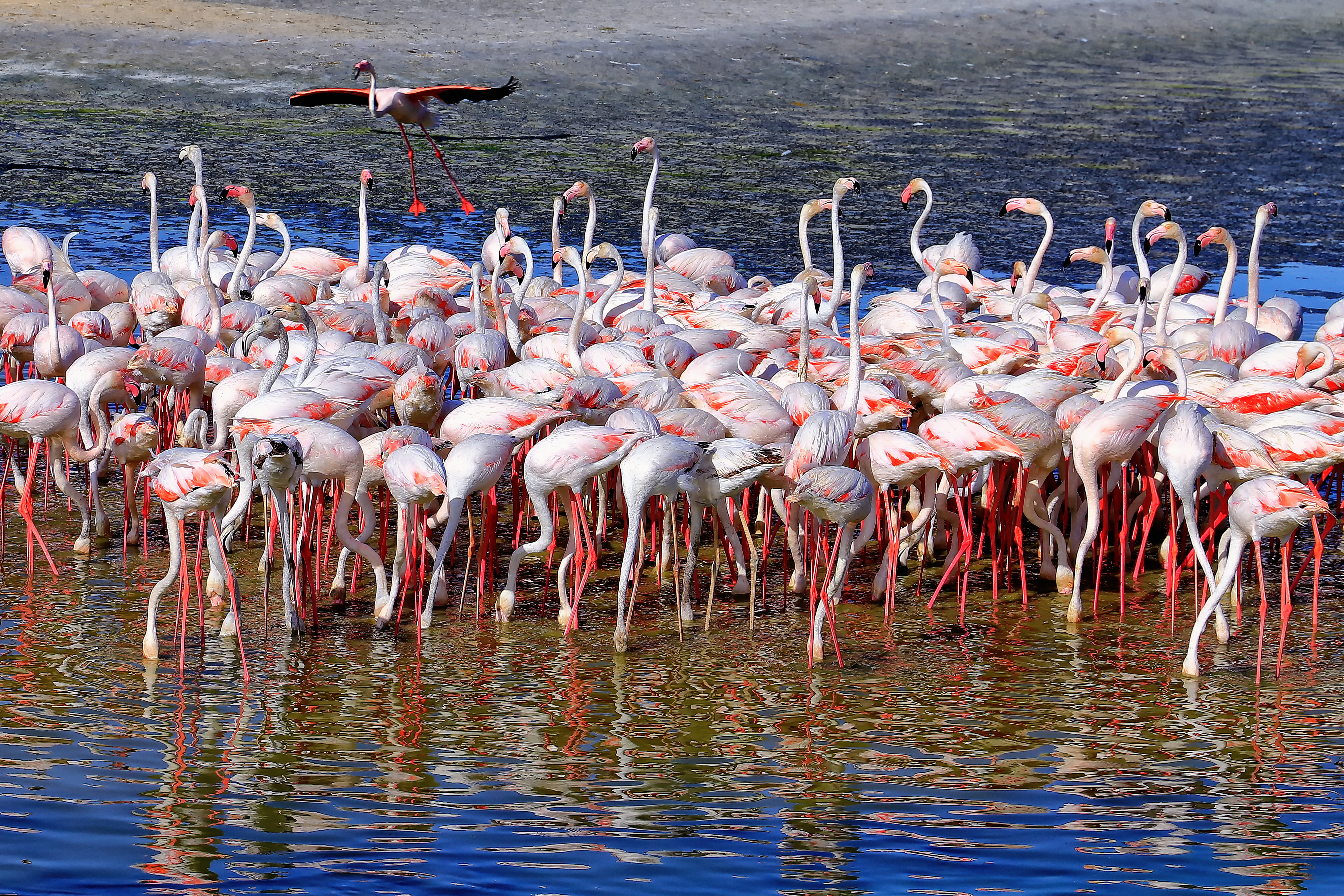
طيور الفلامنغو - محمية رأس الخور للحياة الفطرية

- محمية جبل علي للحياة الفطرية
- محمية الوحوش الصحراوية
- محمية جبل نزوى
- محمية حتا الجبلية
- طيور الفلامنغو - محمية رأس الخور للحياة الفطريةمحمية رأس الخور للحياة الفطرية
- محمية غاف نزوى
- محمية المرموم الصحراوية

### فنادق دبي

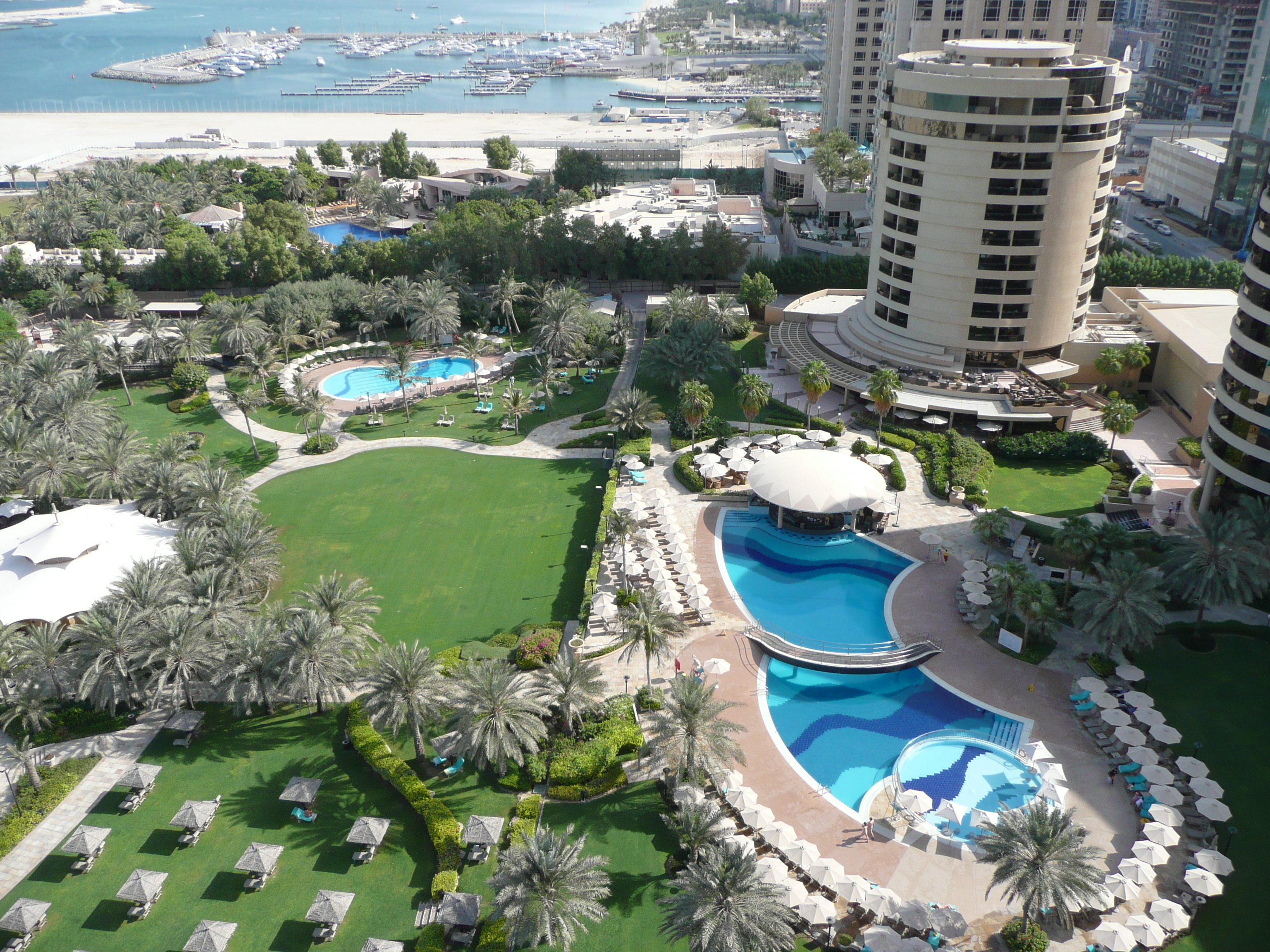
فندق لو رويال ميريديان بيتش ريزورت آند سبا

تتصدر فنادق دبي أعلى ترتيب لمعدلات إشغال الفنادق في العالم. حيث بلغت في عام 2006 حوالي 86% والتي تعد أعلى نسبة إشغال من أي وقت مضى في دبي. في عام 1993، كان في المدينة 167 فندق فيها 9,383 غرفة، توالى ارتفاع العدد ليصل إلى 272 فندق وتضاعف عدد الغرف حتى وصل 23,170 في عام 2002. وفي عام 2005، ارتفع عدد الغرف إلى 28,999 غرفة. وفي عام 2008، قفز عد الغرف الفندقية إلى 43,419 مع 6,105,813 نزيل وبنسبة نسبة إشغال وصلت إلى 70%. في عام 2009، زادت الغرف الفندقية إلى 58,188 في عام 2010، حيث ارتفع إلى 67,369 غرفة، بزيادة قدرها 9.181 غرفة في عام واحد بسبب الارتفاع الهائل في عدد السياح الوافدين .
استضافت دبي سجل 10 ملايين زائر في 2012، بزيادة قدرها 9.3% عن العام السابق .

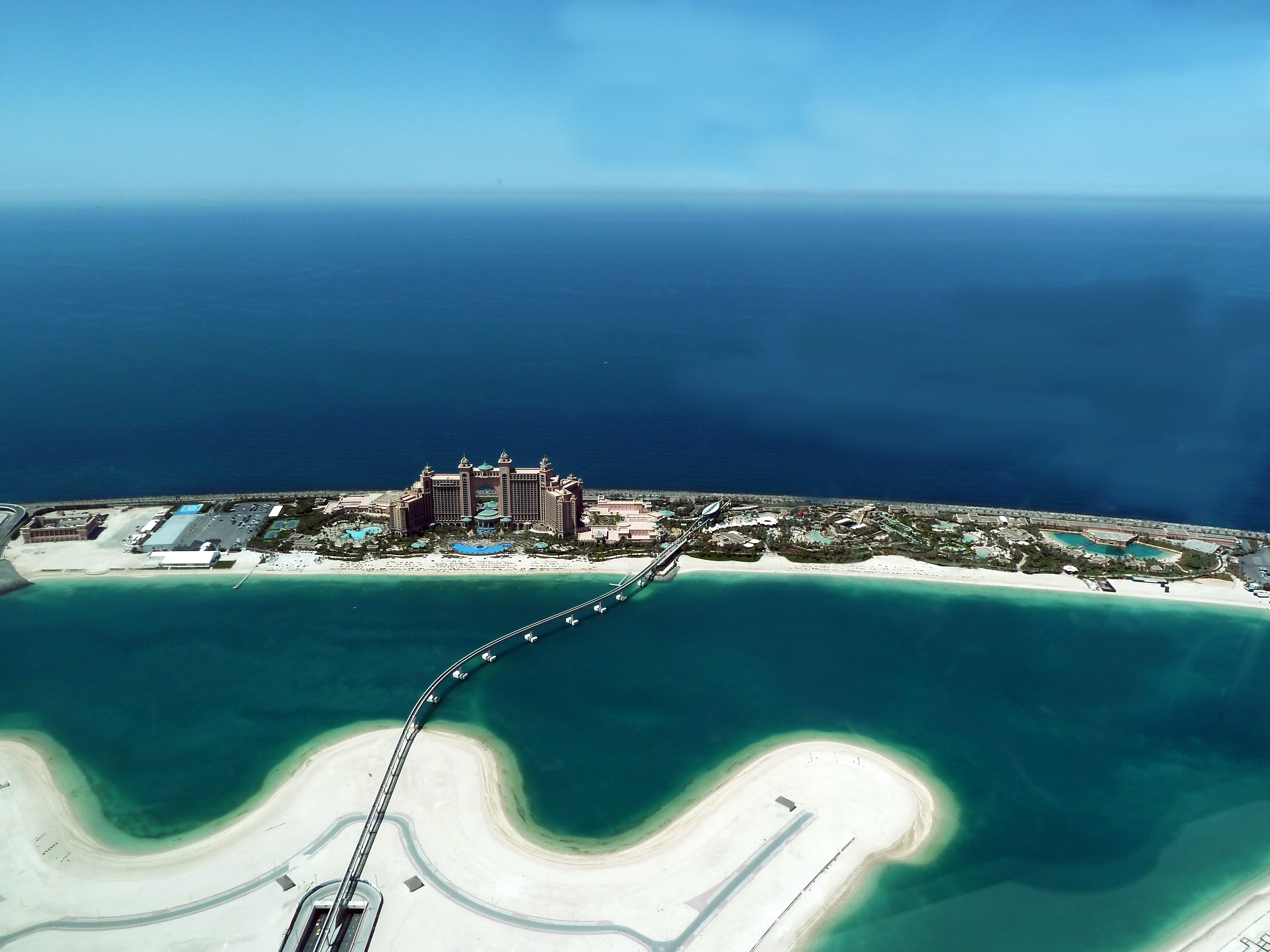
أتلانتس دبي

وهذه قائمة تضم أكبر خمس فنادق في دبي
| ترتيب | فندق                                   | الموقع          | عدد الغرف | ملاحظات                                     | مراجع         |
| ----- | -------------------------------------- | --------------- | --------- | ------------------------------------------- | ------------- |
| 1     | أتلانتس دبي                            | نخلة الجميرة    | 1,537     | فندق 5 نجوم، واحد من أغلى الفنادق في العالم | [ 91 ]        |
| 2     | شقق ميركيور الفندقية البرشاء هايتس دبي | شارع الشيخ زايد | 1010      | -                                           | [ 92 ]        |
| 3     | جيه دبليو ماريوت ماركيز (دبي)          | الخليج التجاري  | 804       | فندق 5 نجوم                                 | [ 93 ] [ 93 ] |
| 4     | فندق جروفينور هاوس دبي                 | مرسى دبي        | 749       | فندق 5 نجوم.                                | [ 94 ] [ 95 ] |
| 5     | جراند حياة دبي                         | كورنيش ديرة     | 674       | فندق 5 نجوم.                                | [ 94 ]        |

## وصلات خارجية
- الموقع الرسمي للسياحة بدبي
- معالم في دبي
- استعراض نافورة دبي